# 공일오비 (음반)
《공일오비》는 대한민국의 그룹 015B의 정규 1집 앨범이다. 정석원, 장호일, 윤종신 등이 참여했다.

## 1집에 관한 이야기
- '텅 빈 거리에서' 같은 경우 장호일이 카투사 시절 젊은 미군이 공중전화 박스에서 울고 있는 모습을 보고 앨범을 기획할 때쯤 정석원에게 설득했으며, 그리하여 설득 끝에 노래를 만들었다고 한다.[1]

이 노래는 공일오비의 데뷔곡이자 윤종신의 출세곡이며, 가장 순수했던 시절대 만들었던 곡이라고 정석원이 얘기했다.(Still Alive 콘서트 中)
- 2집의 '이젠 안녕'의 전주는 이 앨범의 5번째 트랙인 '이층의 작은 방'에서 따온 것이다.

- 정석원의 서울대 동문인 최기식은 이 앨범과 2집을 끝으로 015B 객원멤버 생활을 접었다. 그 대신 그의 동생인 최리라가 015B의 작사가로 대신해 주었다.(3집까지)[2]

- 무한궤도에서 함께 한 신해철의 참여빈도가 비교적 높았던 앨범이지만[3], 이후 2집 이젠 안녕을 끝으로 015B 앨범에 더 이상 참여하지 않았다. 3집 콘서트에서 신해철의 밴드 넥스트가 게스트로 한 번 등장하기도 했으나 그 이후 여러 가지 사정으로(음악적 견해차 및 성격상의 지대한 차이) '정석원'과 사이가 좋지 않았다. 그러나 2014년 정석원이 신해철의 빈소에 조문을 한 것을 마지막으로 두 사람의 인연이 그렇게 마무리 되었다.

## 곡 목록
| #             | 제목                                                      | 작사          | 작곡          | 편곡           | 재생 시간 |
| ------------- | --------------------------------------------------------- | ------------- | ------------- | -------------- | --------- |
| 1.            | 〈텅 빈 거리에서〉 (노래: 윤종신)                         | 정석원        | 정석원        | 정석원         | 5:01      |
| 2.            | 〈때늦은 비는〉 (노래: 최기식)                            | 정석원        | 정석원        | 정석원         | 3:52      |
| 3.            | 〈슬픈 이별〉 (노래: 신해철)                              | 정석원        | 정석원        | 정석원         | 3:55      |
| 4.            | 〈저 하늘 위로〉 (노래: 윤종신)                           | 장호일        | 정석원        | 정석원         | 4:11      |
| 5.            | 〈이층의 작은 방〉 (노래: 장호일, 정석원, 조형곤)         | 장호일        | 정석원        | 정석원         | 4:24      |
| 6.            | 〈세상은 하나의 작은 의미〉 (노래: 남성교회 어린이성가대) | 조형곤        | 조형곤        | 조형곤         | 4:45      |
| 7.            | 〈외로운 밤이면〉 (노래: 윤종신)                          | 정석원        | 정석원        | 정석원         | 4:01      |
| 8.            | 〈난 그대만을〉 (노래: 신해철)                            | 신해철        | 신해철        | 신해철, 정석원 | 3:58      |
| 9.            | 〈슬픈 듯 흐르는 시간 속에〉 (노래: 최기식)               | 장호일        | 정석원        | 정석원         | 3:55      |
| 10.           | 〈쨈이 발린 버터빵〉                                      |               | 정석원        | 정석원         | 4:28      |
| 총 재생 시간: | 총 재생 시간:                                             | 총 재생 시간: | 총 재생 시간: | 총 재생 시간:  | 43:00     |